# Symboles de la Wallonie

Le coq wallon hardi rouge figurant sur le drapeau et les armoiries officiels de la Région wallonne qui est le symbole le plus emblématique de la Wallonie. Il peut être utilisé isolément comme symbole de la Wallonie conformément à l'article 2 du décret régional du 23 juillet 1998 déterminant le jour de fête et l'emblème propres à la Région wallonne.

La Wallonie possède plusieurs symboles officiels déterminés par le décret du 23 juillet 1998 déterminant le jour de fête et l'emblème propres à la Région wallonne et par le décret du 23 juillet 1998 créant un hymne wallon :
- des armoiries : d'or au coq hardi de gueules ;
- un drapeau : jaune au coq hardi rouge, inspiré d’une peinture de Pierre Paulus ;
- un emblème animalier : le coq hardi rouge ;
- un hymne : le Chant des Wallons, écrit par Théophile Bovy, sur une musique composée par Louis Hillier ;
- une fête : le troisième dimanche de septembre ;
- un emblème floral : la gaillarde.

Le coq hardi rouge est considéré comme le symbole le plus emblématique de la Wallonie. Il représente l'adhésion des Wallons à la culture française ainsi que leurs origines gallo-romaines 

## Histoire
Lorsque l’Assemblée wallonne s'est réunie en 1912 pour adopter un emblème spécifique pour la Wallonie, plusieurs propositions ont été formulées : le Perron liégeois, l'étoile, le coq, l'alouette, le taureau, le sanglier ou encore l'écureuil. Il parut toutefois important pour les congressistes, encouragés par Jules Destrée, de fixer un symbole auquel l'ensemble des Wallons puissent s'identifier.
L'association du mot latin « Gallus » qui signifie à la fois « Gaulois » et « coq » plaît aux congressistes qui sont désireux de souligner l'appartenance de la Wallonie à la culture française et de rappeler leurs origines gallo-romaines. En effet, surtout depuis le XIXe siècle, le coq s’est affirmé comme emblème de la République française.
Dans ce cadre, l’Assemblée wallonne, décida que : « La Wallonie adopte le coq rouge sur fond jaune ». Par ailleurs, l’histoire glorieuse de la principauté de Liège, faite de luttes pour les libertés (Charte de Huy, paix de Fexhe, la Déclaration des droits de l'homme et du citoyen du Congrès de Polleur…) inspire les couleurs, le cri et la devise de la Wallonie : le coq hardi de gueules sur or, avec le cri « Liberté » et la devise « Wallon toujours ! ».
Le coq wallon se distingue par deux traits: il est hardi (c'est-à-dire que sa patte droite est levée, signe d'un coq combattant) et son bec est fermé. Le jaune et le rouge, couleurs liégeoises, furent choisis pour souligner le rôle important joué par les Liégeois dans la formation de la conscience wallonne.
En 1913, le peintre Pierre Paulus fut sollicité par Paul Pastur pour dessiner un tableau d'un coq hardi rouge sur fond jaune. Son œuvre fut adoptée officiellement le 3 juillet 1913 par une commission.

Le décret du 23 juillet 1998 déterminant le jour de fête et l'emblème propres à la Région wallonne définit les armoiries, le drapeau et l'emblème floral officiels de la Wallonie. Les armoiries et le drapeau de la Wallonie sont inspirés du tableau peint par Pierre Paulus.

Armoiries de la Wallonie.
Drapeau de la Wallonie.
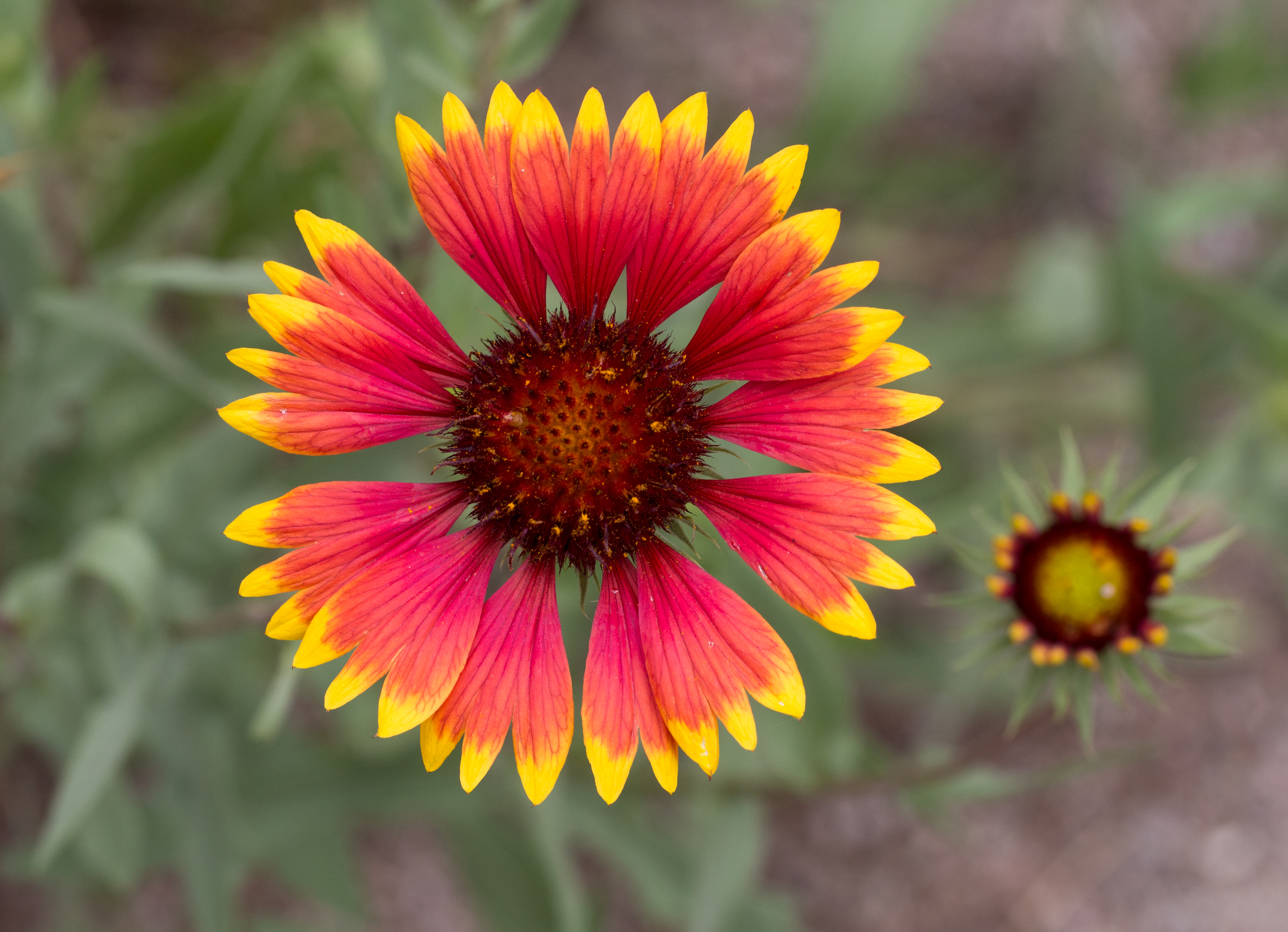
La Gaillarde qui est depuis 2015 le symbole floral de la Wallonie.

## Logo
En 2010, dans une optique de visibilité renforcée, le Gouvernement wallon a décidé de « rationaliser la visibilité des institutions régionales wallonnes autour d'un logo unique consacrant le coq, emblème le plus identifiant de la Wallonie ». Depuis lors, le Gouvernement, l'administration régionale et les structures associées à la Région utilisent un logo contenant une version alternative simplifiée du coq hardi rouge, distincte de celle du décret du 23 juillet 1998, accompagnée du terme « Wallonie ». Son utilisation est réglementée par une charte graphique.

## Sources
- Connaitre la Wallonie - Symboles
- Décret du 23 juillet 1998 déterminant le jour de fête et les emblèmes propres à la Région wallonne